# Discografia di Clara
La discografia di Clara, cantautrice, attrice e modella italiana, è costituita da un album in studio, diciassette singoli e dodici video musicali (inclusi quelli come artista ospite), pubblicati dal 2020.

## Album in studio
| Anno | Titolo                                                                                                | Classifiche | Certificazioni | Unità          |
| Anno | Titolo                                                                                                | ITA         | Certificazioni | Unità          |
| ---- | --- | ----------- | -------------- | -------------- |
| 2024 | Primo - Pubblicato: 8 marzo 2024 - Etichetta: Warner Music Italy - Formati: CD, LP, download digitale | 6           | - ITA: Oro     | - ITA: 25 000+ |

## Singoli

### Come artista principale
| Anno                                                         | Titolo                                             | Classifiche | Certificazioni     | Unità           | Album di provenienza |
| Anno                                                         | Titolo                                             | ITA         | Certificazioni     | Unità           | Album di provenienza |
| ------------------------------------------------------------ | -------------------------------------------------- | ----------- | ------------------ | --------------- | -------------------- |
| 2020                                                         | Freak                                              | —           |                    |                 | /                    |
| 2021                                                         | Ammirerò (con Kermit)                              | —           |                    |                 | /                    |
| 2021                                                         | Bilico (feat. Seife)                               | —           |                    |                 | /                    |
| 2022                                                         | Il tempo delle mele                                | —           |                    |                 | /                    |
| 2023                                                         | Origami all'alba (con Matteo Paolillo e Lolloflow) | 4           | - ITA: Platino (4) | - ITA: 400 000+ | Primo                |
| 2023                                                         | Cicatrice                                          | —           |                    |                 | Primo                |
| 2023                                                         | Un milione di notti (con Mr. Rain)                 | 17          | - ITA: Platino     | - ITA: 100 000+ | Pianeta di Miller    |
| 2023                                                         | Boulevard                                          | —           |                    |                 | Primo                |
| 2024                                                         | Diamanti grezzi                                    | 12          | - ITA: Platino     | - ITA: 100 000+ | Primo                |
| 2024                                                         | Ragazzi fuori                                      | 37          | - ITA: Oro         | - ITA: 50 000+  | Primo                |
| 2024                                                         | Nero gotico                                        | 83          |                    |                 | Primo                |
| 2024                                                         | Golfo x despecho (con Lérica e Abraham Mateo)      | —           | /                  |                 |                      |
| 2025                                                         | Febbre                                             | 23          | /                  |                 |                      |
| 2025                                                         | Scelte stupide (con Fedez)                         | 13          | /                  |                 |                      |
| 2025                                                         | Uragani                                            | —           | /                  |                 |                      |
| "—" indica una pubblicazione non classificata in quel paese. |                                                    |             |                    |                 |                      |

### Come artista ospite
| Anno                                                         | Titolo                                | Classifiche | Certificazioni | Unità          | Album di provenienza |
| Anno                                                         | Titolo                                | ITA         | Certificazioni | Unità          | Album di provenienza |
| ------------------------------------------------------------ | ------------------------------------- | ----------- | -------------- | -------------- | -------------------- |
| 2023                                                         | Replay (MV Killa feat. Clara)         | —           |                |                | Fede                 |
| 2024                                                         | Ghetto Love (Icy Subzero feat. Clara) | 43          | - ITA: Oro     | - ITA: 50 000+ | /                    |
| "—" indica una pubblicazione non classificata in quel paese. |                                       |             |                |                |                      |

## Collaborazioni
| Anno | Titolo                                 | Album di provenienza  |
| ---- | -------------------------------------- | --------------------- |
| 2020 | Io e te (Nicola Siciliano feat. Clara) | Napoli 51             |
| 2024 | Al sole (Dani Faiv feat. Clara)        | Ultimo piano B        |
| 2024 | America (Diss Gacha feat. Clara)       | Cultura italiana pt.2 |

## Video musicali
| Anno | Titolo              | Regista/i                         |
| ---- | ------------------- | --------------------------------- |
| 2020 | Freak               | Michele "Jamal" Manca             |
| 2021 | Ammirerò            | Michele "Jamal" Manca e John Murd |
| 2021 | Bilico              | Simone Santus                     |
| 2023 | Origami all'alba    | Laura Days                        |
| 2023 | Cicatrice           | Laura Days                        |
| 2023 | Un milione di notti | Ludovico Fontanesi                |
| 2023 | Boulevard           | Federico Santaiti                 |
| 2024 | Diamanti grezzi     | Attilio Cusani                    |
| 2024 | Ghetto Love         | Nicolò Bassetto                   |
| 2024 | Nero gotico         | Fabrizio Conte                    |
| 2025 | Febbre              | Fabrizio Conte                    |
| 2025 | Scelte stupide      | Byron Rosero e Fedez              |